# Bernd Wehrenberg
Bernd Wehrenberg (* 25. Januar 1949 in Sulingen-Feldhausen) ist ein ehemaliger deutscher Volleyball-Nationalspieler.

## Leben und sportliche Erfolge
Mit 15 Jahren kam der Sulinger Gymnasiast erstmals mit dem Volleyballspiel in Berührung und spielte aktiv für den TuS Sulingen.
Während seines Pädagogik-Studiums wechselte er 1968 zum 1. VC Hannover und wurde 1969 mit diesem Verein Deutscher Vizemeister. Wehrenberg wurde in die Junioren-Nationalmannschaft berufen, gehörte zur Olympia-Kernmannschaft und damit zur deutschen Nationalmannschaft.
Seine weiteren Stationen waren der MTV Celle und der SSF Bonn, für den er 1974 die Deutsche Meisterschaft gewinnen konnte. Nach dem Wechsel zum Hamburger SV holte er auch mit dieser Mannschaft im Jahre 1976 die Deutsche Meisterschaft. Eine Knöchelverletzung zwang ihn zum Rücktritt. Nach seiner Genesung schaffte Wehrenberg in den Jahren 1981–83 mit dem MTV Celle den Aufstieg in die Bundesliga. Als Seniorensportler spielte er 2014 für GfL Hannover nochmals bei deutschen Meisterschaften.
Insgesamt 83 mal wurde Wehrenberg in Volleyball-Nationalmannschaften, davon 49 in der A-Nationalmannschaft für den Deutschen Volleyball-Verband eingesetzt. Der pensionierte Gymnasiallehrer in Lüneburg ist kinderlos verheiratet. Er engagiert sich für die Jugendförderung im Volleyball und konnte diverse Landestitel beim Bundeswettbewerb „Jugend trainiert für Olympia“ erringen.